# Campeonato Carioca 1915
In 1915 werd het tiende Campeonato Carioca gespeeld voor voetbalclubs uit de Braziliaanse stad Rio de Janeiro, die toen de hoofdstad was. De competitie werd gespeeld van 2 mei tot 31 oktober. Flamengo werd kampioen. 
Rio Cricket moest een play-off spelen tegen de kampioen van de tweede klasse, Andarahy, om het behoud te verzekeren en verloor waardoor het degradeerde. 

## Eindstand
| Plaats | Club             | Wed. | W | G | V  | Saldo | Ptn. |
| ------ | ---------------- | ---- | - | - | -- | ----- | ---- |
| 1.     | Flamengo         | 12   | 8 | 4 | 0  | 35:11 | 20   |
| 2.     | Fluminense       | 12   | 8 | 2 | 2  | 42:21 | 18   |
| 3.     | America          | 12   | 8 | 1 | 3  | 44:15 | 17   |
| 4.     | Botafogo         | 12   | 5 | 2 | 5  | 24:24 | 12   |
| 5.     | São Cristóvão AC | 12   | 3 | 1 | 8  | 18:36 | 7    |
| 6.     | Bangu            | 12   | 3 | 0 | 9  | 23:45 | 6    |
| 7.     | Rio Cricket      | 12   | 2 | 0 | 10 | 13:47 | 4    |

|  | Kampioen   |
|  | Degradatie |

### Kampioen
| Campeonato Carioca de 1915   |
| Rio de Janeiro               |
| ---------------------------- |
| FLAMENGO Kampioen (2° titel) |